# Hugo Sotelo
Hugo Sotelo Gómez (Vigo, 19 de diciembre de 2003) es un futbolista español que juega como mediocampista en el Real Club Celta de Vigo de la Primera División.

## Carrera deportiva
Formado en las categorías inferiores del Celta de Vigo, el por entonces juvenil Hugo Sotelo es llamado por el primer equipo en mayo de 2021 debido a una serie de lesiones.Debuta con el equipo el 16 de mayo de 2021 en una victoria por 1 a 2 frente al FC Barcelona aún sin haber jugado previamente con el filial.Asciende al filial del club para la campaña 2022-23 en la Primera Federación.

## Clubes
Actualizado al último partido disputado el 11 de febrero de 2024.
| Club                        | País   | Año       | Partidos | Goles |
| --------------------------- | ------ | --------- | -------- | ----- |
| Real Club Celta de Vigo "B" | España | 2022-act. | 30       | 1     |
| Real Club Celta de Vigo     | España | 2021-act. | 15       | 0     |